# Boris Acosta
Boris Acosta (geboren im 20. Jahrhundert) ist ein US-amerikanischer Filmproduzent und -regisseur. Acosta hat bisher in mehreren unterschiedlichen Formaten Dantes Göttliche Komödie verfilmt.

## Leben und Werk
Boris Acosta wuchs in Uruguay auf. Als er 17 Jahre alt war, zog seine Familie nach Argentinien, wo er die Highschool absolvierte und ein Studium anfing. In die USA kam er als Austauschstudent.
Er studierte an der University of California (UCLA) und machte Abschlüsse in italienischer Literatur, Angewandter Ingenieurwissenschaft (Engineering) sowie einen Bachelor-Abschluss in Angewandter Mathematik (Scientific Programming).
Schon während der Schulzeit und des Studiums sammelte er erste Erfahrungen als Schauspieler und als Filmemacher. 1989 produzierte er Calculus Tutor – Step-by-Step Problem Solutions, eine Serie von didaktischen Videos über das Lösen von Rechenproblemen.

### Das Dante-Projekt
Während des Studiums an der UCLA setzte sich Acosta intensiv mit Dantes Göttlicher Komödie auseinander. Ab 1989 begann er mit Vorarbeiten zu einer Verfilmung des Epos.
Die erste Fassung des Dante-Stoffs war ein Kurzfilm von 42 Minuten Dauer, Dante’s Inferno: Abandon All Hope. Der in Schwarzweiß gedrehte Film stützt sich auf die Dante-Illustrationen von Gustave Doré und verwendet Ausschnitte aus der ersten Inferno-Verfilmung von 1911. Jeff Conway ist der Erzähler, die Musik komponierte Aldo De Tata (* 1957), der für alle folgenden Dante-Fassungen Acostas die Musik geschrieben hat.
2012 kam sein Film Inferno by Dante mit Jeff Conway und Eric Roberts heraus, ein Spielfilm in einer Mischung von Dokumentations- und Animationsfilm von 2 Stunden Dauer.
2015 folgte der Kurzfilm Dante’s Hell Animated, ein Animationsfilm mit den Stimmen von Eric Roberts und Vincent Spano.
2017/18 produzierte er Divine Journey, eine fünfteilige TV-Serie von Kurzfilmen, in denen es um die Vorgeschichte und die Probleme bei der Realisierung seines Dante-Projekts geht. In der Serie kommen Dante-Forscher und Kunsthistoriker aus Italien, dem Vatikan, den USA und dem Vereinigten Königreich zu Wort, mit Bildern aus der über 300 Dante-Illustrationen umfassenden Sammlung Acostas. Die komplette Serie wurde am 16. Mai 2018 unter dem Titel Divine Journey in Cannes gezeigt. 2021 erschien in den USA der Kurzfilm Dante’s Glorious Return (10 min), der von Gotimna Productions produziert wurde. Der Spielfilm enthält Archivmaterial mit Aufnahmen von Vittorio Gassman und eine Einführung von Armand Mastroianni.